# Spinelli (famiglia)
Gli Spinelli sono una famiglia nobile italiana originaria di Napoli. La famiglia fu una delle più importanti del Regno di Napoli poi delle Due Sicilie, avendo dato luce a varie personalità importanti tra grandi feudatari, uomini politici, letterati, militari, e religiosi come vescovi e cardinali. Questa famiglia non è legata all'omonima famiglia Spinelli di Firenze. A Napoli, vi fu anche un'altra famiglia nobile Spinelli sin dal Medio Evo, gli Spinelli di Giovinazzo, che usavano un'arma differente, ed estinsero nel XVII secolo.

## Storia
La famiglia Spinelli è attestata a Napoli fin dal XII secolo, dove i suoi membri ricoprono già cariche importanti sotto il dominio dei Normanni quando un tale Ugone fu crociato in Terrasanta assieme ai propri due figli, Filippo e Giacomo. Proprio all'epoca del dominio normanno in Italia meridionale, si diramarono gli Spinelli di Somma (con possedimenti nei pressi delle pendici del Vesuvio) e gli Spinelli di Giovinazzo.
L'ascesa della casata si osserva ad ogni modo all'epoca angioina e si afferma nel periodo spagnolo.

## Armi e titoli
Esistono due versioni dello stemma famigliare:
- D'oro all'aquila coronata di nero, linguata di rosso, col volo abbassato, caricata in cuore da uno scudetto del campo alla fascia di rosso carica con tre spini di argento a cinque punte;
- D'oro alla fascia rossa caricata di tre stelle d'argento.

Gli Spinelli si divisero in vari rami nel corso del tempo, i più importanti essendo quelli degli Spinelli di Tarsia, Spinelli di Scalea, Spinelli di Cariati (o Spinelli Savelli), Spinelli di San Giorgio, e Spinelli di Fuscaldo (o Spinelli Barrile). Si fregiarono di numerosi titoli nel corso del tempo tra i quali:
- Principi: di Cariati (1565), Marano, Montacuto, Oliveto (1614), Scalea (1556), Sant'Arcangelo, San Giorgio la Montagna (1677), Tarsia (1612), Venafro (1690).
- Duchi: di Aquara (1598), Caivano, Castelluccio (1665), Castrovillari (1526), Laurino (1704), Marianella (1854), Seminara.
- Marchesi: d'Altavilla, Buonalbergo (1623), Cirò (1585), Fuscaldo (1565), Laino (1895), Mesoraca (1523 - per successione casa Caracciolo), Romagnano, del Sacro Romano Impero (1623), di Ursonovo, Vico (1598 - per successione casa Caracciolo), Santa Maria a Gallo, Spinoso.
- Conti: di Acerra (1895), Bianco, Bovalino, Cariati (1505), Santa Cristina, Oppido, Quaranta, Scala, Seminara.

Vari membri della famiglia furono decorati dell'Ordine del Toson d'oro e ricevettero il Grandato di Spagna. La famiglia fu accettata nell'ordine di Malta per la prima volta nel 1477 con la persona di Giacomo Spinelli.

## Palazzi
A Napoli esistono vari palazzi Spinelli nel centro storico: i più importanti sono il palazzo Spinelli di Tarsia, il palazzo Spinelli di Cariati, il palazzo Spinelli di Laurino, il palazzo Spinelli a Chiaia e il palazzo Spinelli di Fuscaldo. Mentre nel novero delle ville vesuviane del Miglio d'Oro rientra la Villa Spinelli di Scalea sita a Barra.

## Personaggi
Tra i suoi membri illustri la famiglia annovera:
- Niccolò Spinelli, politico e giurista del Trecento, gran cancelliere del Regno di Napoli
- Filippo Spinelli, cardinale
- Francesco Maria Spinelli, filosofo
- Giuseppe Spinelli, cardinale, decano del Sacro collegio
- Troiano Spinelli, economista e storico
- Fernando Spinelli, cardinale
- Chiara Spinelli di Belmonte, pittrice
- Gennaro Spinelli di Cariati, primo ministro del Regno delle Due Sicilie
- Antonio Spinelli di Scalea, primo ministro del Regno delle Due Sicilie
- Francesco Spinelli, sindaco di Napoli, senatore del Regno d'Italia
- Francesco Lanza Spinelli di Scalea, senatore del Regno d'Italia
- Lorenzo Friozzi Spinelli di Cariati, ambasciatore del Regno d'Italia
- Fabio Friozzi Spinelli di Cariati, militare ed eroe nella guerra di Libia

## Parentela
La famiglia Spinelli, nei suoi diversi rami, si è imparentata con le famiglie Carafa, Caracciolo, Acquaviva d'Aragona, d'Alessandro Pescolanciano,Sanseverino, Ruffo, D'Aquino, Pignatelli, Capece, Di Sangro, D'Avalos, Di Capua, Gaetani dell'Aquila d'Aragona, Filangieri, Filomarino, Tuttavilla, Branciforte, Lanza, d'Orléans, Orsini, Savelli, Borgia, D'Alba, Sanchez de Luna, Doria d'Angri, Doria Pamphili, Imperiale, Moncada.

## Duchi di Castrovillari (1522)
- Giovanni Battista I (m. 1522), I duca di Castrovillari
- Ferdinando (m. 1547), II duca di Castrovillari
- Giovanni Battista II (m. 1551), III duca di Castrovillari
- Francesca (m. 1603), IV duchessa di Castrovillari

Estinzione della linea maschile

## Baroni (1569) e marchesi (1586) di Cirò, principi di Tarsia (1612)
- Giovanni Vincenzo (1534-1576), I barone di Cirò
- Ferrante (m. 1589), II barone di Cirò, I marchese di Cirò
- Giuseppe Vespasiano (m. 1618), II marchese di Cirò, I principe di Tarsia
- Giovanni Vincenzo I (m. 1623), II principe di Tarsia
- Ferdinando (m. 1654), III principe di Tarsia, fratello del precedente
- Carlo (m. 1660), IV principe di Tarsia
- Giovanni Vincenzo II (1635-1668), V principe di Tarsia
- Carlo Francesco (1668-1732), VI principe di Tarsia
- Ferdinando Vincenzo (1691-1753), VII principe di Tarsia
- Maria Antonia (1735-1813), VIII principessa di Tarsia

Estinzione della linea maschile

## Principi di Cariati (1565)
- Carlo I (m. 1568), I principe di Cariati
- Scipione I (m. 1603), II principe di Cariati
- Carlo II (1579-1614), III principe di Cariati
- Scipione II (m. 1659), IV principe di Cariati

Assumono per matrimonio il cognome di Spinelli Savelli
- Carlo Filippo I (1641-1725), V principe di Cariati
- Scipione III (1693-1766), VI principe di Cariati, cugino del precedente
- Giovanni Battista (1719-1792), VII principe di Cariati
- Cristina (1779-1828), VIII principessa di Cariati, nipote del precedente

Estinzione della linea maschile

## Principi di Scalea (1566)
- Troiano I (1530 - 1566), I principe di Scalea
- Giovanni Battista (1545 - 1600), II principe di Scalea sino al 1585
- Francesco (m. 1599), III principe di Scalea
- Ettore (1578 - ?), IV principe di Scalea, fratello del precedente
- Troiano II (1619 - 1675), V principe di Scalea
- Antonio I (1642 - 1704), VI principe di Scalea
- Francesco Maria (1681 - 1752), VII principe di Scalea
- Antonio II (1715 - 1787), VIII principe di Scalea
- Vincenzo Maria (1746 - 1810), IX principe di Scalea
- Francesco Gerolamo (1792 - 1813), X principe di Scalea
- Eleonora (1813 - 1889), XI principessa di Scalea

Estinzione della linea maschile

## Spinelli Barrile
- Salvatore (m. 1565), I marchese di Fuscaldo (1565)
- Giovanni Battista I (m. 1602), II marchese di Fuscaldo
- Tommaso Francesco I (1583-1640), III marchese di Fuscaldo
- Giovanni Battista II (1615-1684), IV marchese di Fuscaldo
- Tommaso Francesco II (1642-1689), V marchese di Fuscaldo, I principe di Sant'Arcangelo, I duca di Marianella

Aggiungono per matrimonio il cognome Spinelli Barrile
- Giovanni Battista III (1666-1696), II principe di Sant'Arcangelo, II duca di Marianella, VI marchese di Fuscaldo
- Tommaso Francesco III (1689-1768), III principe di Sant'Arcangelo, III duca di Marianella, VII marchese di Fuscaldo
- Giuseppe (1714-1791), IV principe di Sant'Arcangelo, IV duca di Marianella, VIII marchese di Fuscaldo
- Tommaso (1743-1830), V principe di Sant'Arcangelo, V duca di Marianella, IX marchese di Fuscaldo

Divisione dei titoli
- Margherita (1798-1863), VI principessa di Sant'Arcangelo
- Gennaro (1780-1851), X marchese di Fuscaldo
- Antonio (1814-1896), VI duca di Marianella
- Carlo (1876-1942), VII duca di Marianella
- Antonio (1907-1990), VIII duca di Marianella
- Ugone (n. 1950), IX duca di Marianella

## Baroni (1530) e principi di San Giorgio (1638), marchesi di Buonalbergo (1633)
- Giovanni Battista, I barone di San Giorgio
- Pier Giovanni (m. 1596), II barone di San Giorgio
- Carlo (n. 1633), III barone di San Giorgio, I marchese di Buonalbergo
- Giovanni Battista (m. 1644), II marchese di Buonalbergo, I principe di San Giorgio
- Pier Giovanni (1613-1648), II principe di San Giorgio
- Carlo (1633-1689), III principe di San Giorgio
- Carlo Emanuele (1681-1708), IV principe di San Giorgio
- Carlo (1678-1742), V principe di San Giorgio
- Luigi Specioso (1716-1767), VI principe di San Giorgio
- Giovanni Crisostomo (1725-1793), VII principe di San Giorgio, fratello del precedente
- Carlo Maria (1778-1799), VIII principe di San Giorgio
- Domenico (1788-1863), IX principe di San Giorgio
- Maria Emilia (1809-1879), X principessa di San Giorgio

Estinzione della linea maschile